# 孔费黑尔托
孔费黑尔托（匈牙利語：Kunfehértó）是匈牙利南部巴奇-基什孔州所辖的一个村，总面积78.37平方公里，总人口2307，人口密度29人/平方公里（2005年）。地理坐标为46°21′32″N 19°24′58″E。